# 竹中淑子
竹中 淑子（たけなか よしこ、1940年9月18日 - ）は、日本の数学者。慶應義塾大学名誉教授。

## 経歴
後に九州大学名誉教授となる数理統計学者北川敏男の二女として、福岡県に生まれる。情報・システム研究機構長を務めた数理統計学者北川源四郎は実弟。
福岡県立修猷館高等学校を経て、1963年、九州大学理学部数学科を卒業し、1965年、九州大学大学院理学研究科を修了。
1966年、大阪大学基礎工学部助手を経て、1969年、慶應義塾大学大学院工学研究科管理工学専攻において博士課程を修了。1971年8月、九州大学　理学博士。論文の題は「Graph theoretic concepts and the incidence matrix（グラフの概念と結合行列）」。
1972年、慶應義塾大学工学部専任講師、1979年、慶應義塾大学経済学部助教授を経て、1986年、慶應義塾大学経済学部教授に就任する。
夫は横浜市立大学医学部長を務めた同名誉教授の竹中敏文。

## 主な著書
- 『グラフとブール代数』（父・北川敏男との共著）（共立出版、1981年）
- 『最適値問題』（培風館、1984年）
- 『線形代数的グラフ理論』（培風館、1989年）
- 『n次元の線形代数』（培風館、1996年）
- 『極値問題』（培風館、1996年）
- 『時有ってか尽きん』（慶應義塾大学出版会、2001年）
- 『数学からの7つのトピックス』（培風館、2005年）
- 『漢詩を詠む日々』（慶應義塾大学出版会、2011年）